# Piolets d'or
Les Piolets d'Or sont une manifestation annuelle valorisant des ascensions alpines exceptionnelles réalisées l'année précédente. Ces distinctions sont décernées depuis 2009 par le Groupe de haute montagne (GHM) et des magazines français spécialisés dont Montagnes Magazine et Vertical, puis par le GHM uniquement à partir de 2016. L'organisation des Piolets d'Or est financée par des partenariats privés et des institutions publiques françaises liées à la montagne.
Créée en 1992, l'attribution du Piolet d'Or (une seule ascension est alors accordée annuellement) voit naitre au fil des années diverses controverses, en raison de la difficulté de juger l'excellence des réalisations en alpinisme ou l'éthique du « respect de la montagne ». Elles provoqueront[réf. nécessaire] sa disparition en 2008 et la création l'année suivante en 2009 d'une nouvelle manifestation, les Piolets d'Or, qui peuvent récompenser une même année diverses ascensions.

## Présentation
L'idée d'un prix annuel apparait en France au début des années 1990, comme un moyen de promouvoir les expéditions d'alpinisme auprès des médias et de potentiels sponsors. Contrairement aux années 1980, la couverture médiatique s'était restreinte à quelques célèbres alpinistes internationaux et de nombreux alpinistes français ne parvenaient plus à trouver de financements (privés ou publics) pour leurs projets d'expédition. C'est ainsi que Jean-Claude Marmier (1943-2014), alors président du Groupe de haute montagne (GHM), et Guy Chaumereuil, alors rédacteur en chef de Montagnes Magazine, organisent le premier Piolet d'Or, en référence au piolet, l'outil des alpinistes.
Un jury, généralement composé d'alpinistes de haut niveau et de journalistes spécialisés, est responsable de la sélection des ascensions retenues pour participer à l'événement.
Les méthodes d'attribution des Piolets d'Or étaient présentées ainsi en 2010 :

« La sélection des lauréats potentiels, ainsi que les conditions d’attribution du trophée obéissent à une éthique stricte, qui est dans la droite ligne des valeurs fondatrices du GHM. Haut niveau technique, engagement constituent certainement les principaux critères auxquels les membres du Groupe éprouvent tant d’attachement. L’originalité dans le choix de l’objectif, le caractère novateur dans la manière de conduire une ascension sont également des éléments d’appréciation importants. La pratique de l’alpinisme est en effet en perpétuelle évolution, et cette dimension ne doit pas être oubliée. C’est par la transgression de certaines étapes qui furent considérées comme infranchissables que les mentalités ont évolué, et que des ascensions réputées impossibles sont devenues courantes… Le respect des montagnes qui nous entourent, la beauté du geste et l’esprit dans lesquels on les gravit sont ainsi devenus une des conditions primordiales dans l’attribution du prix. On ne peut en effet léguer aux générations futures de sommets meurtris au nom d’une éthique alpine dévastatrice sans altérer profondément l’esprit même de cette activité. »

— Yves Peysson, président du GHM.

## Palmarès

### Piolet d'Or (1991-2008)
Le piolet d'Or récompense une ascension réalisée l'année précédente:
- 1992 : Andrej Štremfelj et Marko Prezelj (Slovénie) pour une voie de 3 000 m au pilier Sud du sommet Sud du Kanchenjunga (8 476 m) (Himalaya).
- 1993 : Michel Piola (Suisse) et Vincent Sprungli (France) pour la voie Dans l'Œil du Cyclone à la face est de la Tour Sud du Paine en Patagonie.
- 1994 : Équipe Jeunes haut niveau du Club alpin français pour leur expédition au Pamir.
- 1995 : Francois Marsigny (France) et Andy Parkin (Royaume-Uni) pour une voie glaciaire nouvelle au col de l'espérance du Cerro Torre (Patagonie), « et pour de longues journées de quasi survie à la descente ».
- 1996 : Andreas Orgler, Heli Neswabba et Arthur Wutsher (Allemagne) pour plusieurs voies nouvelles au glacier Ruth (Alaska) et notamment une nouvelle voie en face sud du mont Bradley.
- 1997 : Tomaž Humar et Vanja Furlan (Slovénie) pour une voie nouvelle en face est de l'Ama Dablam.
- 1998 : Équipe russe d'Iekaterinbourg menée par Sergey Efimov pour la première ascension de la face ouest du Makalu.
- 1999 : Andrew Lindblade (Australie) et Athol Whimp (Nouvelle-Zélande) pour la première ascension directe de la face nord du Thalay Sagar.
- 2000 : Lionel Daudet et Sébastien Foissac (France) pour l'ascension de la face sud-est du Burkett Needle.
- 2001 : Thomas Huber et Iwan Wolf pour la première ascension du pilier nord direct du Shivling (6 543 m) dans l'Himalaya du Garhwal.
- 2002 : Valery Babanov pour l'ascension solitaire du Meru Central.
- 2003 : Mick Fowler et Paul Ramsden pour une voie nouvelle en face nord du Siguniang (6 250 m) en Chine.
- 2004 : Valery Babanov et Yuri Koshelenko pour une ascension en face sud du Nuptse.
- 2005 : Équipe Russe menée par Alexander Odintsov pour la première ascension directe de la face nord du Jannu.
- 2006 : Steve House et Vince Anderson pour la première ascension en style alpin du versant Rupal du Nanga Parbat.
- 2007 : Marko Prezelj et Boris Lorenčič (Slovénie) pour la première ascension du pilier nord-ouest du Chomolhari.
- 2008 : Évènement annulé[5].

### Piolets d'Or (2009 - présent)
2009 :
- Ueli Steck et Simon Anthamatten pour la première ascension en style alpin de la face nord du Tengkampoche (6 500 m), dans la vallée du Khumbu au Népal.
- Kazuya Hiraide et Kei Taniguchi pour la première ascension de la face sud-ouest du Kamet (7 756 m), en Inde, en style alpin.
- Fumitaka Ichimura, Yusuke Sato et Kazuki Amano pour une voie nouvelle en face nord du Kalanka (6 931 m) en Inde.

2010 :
- Denis Urubko et Boris Dedeshko (Kazakhstan), pour une nouvelle voie directe (2 600 m, M6, 6b, A2/A3) en face sud-est du Cho Oyu (8 201 m), au Népal, du 11 au 15 mai 2009[6].
- Jed Brown, Kyle Dempster (États-Unis) et Bruce Normand (Écosse), pour la première ascension de la face nord (The Great White Jade Heist, 2 650 m, glace 5, rocher 5, mixte M6) du Xuelian Ouest (6 422 m), sommet vierge du Tien Shan chinois du 26 au 30 août 2009[6].
- Prix lycée : lycée Pierre Béghin de Moirans (« Sur les traces de Pierre Béghin »), pour une expédition réalisée au Népal et les actions envers les jeunes et la montagne[7].
- Prix association : « En passant par la montagne » pour des actions menées envers les jeunes[8].

2011 :
- Yasushi Okada et Katsutaka Yokoyama pour l'ascension d’une nouvelle voie de 2 500 m dans la face sud-est du Mont Logan (5 959 m) au Canada[9].
- Sean Villanueva, Nicolas et Olivier Favresse et Ben Ditto pour l'ouverture de neuf nouvelles voies dans les big walls du Cap Farvel sur la côte Sud et Ouest du Groenland[9].
- Prix lycée : lycée Jean Monnet d'Annemasse, pour leur ascension du Mont-Blanc, dans le cadre d'un projet sportif et scientifique préparé durant l'année scolaire 2009-2010 avec 17 jeunes et leurs professeurs[10].
- Prix association : la FFME pour l'opération « 50 jeunes, 50 alpinistes » qui aide les jeunes à s'initier à l'alpinisme et la FFCAM pour le label « école d'aventure » qui encourage le développement d'activités pour les jeunes au sein des clubs[10].

2012 :
- Mark Richey, Steve Swenson et Freddie Wilkinson (États-Unis) pour leur ascension du Saser Kangri II, Inde[11].
- Nejc Marčič et Luka Stražar (Slovénie) pour leur ascension du K7 Ouest, Pakistan[11].
- Mention spéciale du jury : Bjorn-Eivind Aartun et Ole Lied (Norvège) pour leur ascension du Torre Egger, Argentine en hommage à la disparition de Bjorn-Eivind Aartun dans un accident de cascade de glace[11].

2013 :
- Pilier sud du Kyashar (Nepal), par Tatsuya Aoki, Yasuhiro Hanatani et Hiroyoshi Manome.
- Proue de Shiva (Inde) par Mick Fowler and Paul Ramsden.
- Eperon nord-est de la Tour de Mustagh (Pakistan), par Dmitry Golovchenko, Alexander Lange et Sergey Nilov.
- Arête sud-est et face sud du Baintha Brakk (Pakistan), par Hayden Kennedy et Kyle Dempster.
- Face sud-ouest du Kamet (Inde), par Sébastien Bohin, Didier Jourdain, Sébastien Moatti et Sébastien Ratel.
- Arête Mazeno au Nanga Parbat (Pakistan), par Sandy Allan et Rick Allen.

2014 :
- Ueli Steck pour son solo dans la face sud de l'Annapurna.
- Ian Welsted et Raphael Slawinski pour la première ascension du K6 Ouest.

2015 :
- Aleksander Gukov et Aleksey Lonchinskiy (Russie), pour une première en face sud-ouest du Thamserku.
- Ales Cesen, Luka Lindic et Marko Prezelj (Slovénie), pour une première de la face nord du Kagshu.
- Traversée du Fitz Roy, par Tommy Caldwell et Alex Honnold (États-Unis).

2016 :
- Pilier nord-nord-ouest et cinquième ascension du Talung (7 348 m) à la frontière indo-népalaise par Mikhail Fomin et Nikita Balabanov (Ukraine).
- Première ascension du Gave Ding (6 571 m, Népal) par la face nord, par Paul Ramsden et Mick Fowler (Royaume-Uni). Il s'agit de leur troisième Piolet d'Or.
- Pilier nord-ouest et deuxième ascension du Cerro Riso Paron (2 550 m) au Chili par Jérôme Sullivan (États-Unis-France), Lise Billon (France), Diego Simari (Argentine) et Antoine Moineville (France).
- Face est et deuxième ascension du Kishtwar (6 173 m) en Inde par Marko Prezelj (Slovénie; 4e Piolet d'Or), Hayden Kennedy (en) (États-Unis; 2e Piolet d'Or), Manu Pellissier (France), et Urban Novak (Slovénie).

2017 :
- Face nord du Nyanchen (7 046 m) au Tibet par Nick Bullock et Paul Ramsden (Royaume-Uni).
- Face nord du Thalay Sagar (6 904 m) en Inde par Dmitry Golovchenko, Dmitry Grigoriev et Sergey Nilov (Russie).

2018 :
- Nouvelle route sur la face sud-ouest de Gasherbrum I (8 068 m) au Pakistan par Zdeněk Hák et Marek Holeček.
- Face nord-est du Shispare (7 611 m) au Pakistan par Kazuya Hiraide et Kenro Nakajima.
- Pour une nouvelle voie en face sud du sommet nord-ouest du Nuptse Nup II (7 742 m) au Népal par Frédéric Degoulet, Benjamin Guigonnet et Hélias Millerioux.
- Mention spéciale: face sud-ouest du Nilkantha (6 596 m) en Inde par Chantel Astorga, Anne Gilbert Chase et Jason Thompson.
- Mention spéciale: Alex Honnold pour sa contribution exceptionnelle à l'escalade pendant l'année 2017.

2019 :
- Première de l'arête ouest du Lunag-Ri (6 895 m) au Népal par David Lama.
- Première de la face ouest du Lupghar Sar Ouest (7 157 m) au Pakistan par Hansjörg Auer.

Ces deux récompenses ont été décernées à titre posthume, les deux lauréats s'étant tués avec Jess Roskelley dans la descente du Howse Peak en avril 2019.
- Deuxième ascension du Latok 1 (7 145 m) au Pakistan en ouvrant une voie par l'arête nord et les faces nord et sud, par Ales Cesen, Luka Strazar et Tom Livingstone.

2020 :
- Première de la face ouest du Chamlang (7 321 m) au Népal, voie « UFO Line », par Marek Holeček et Zdeněk Hák.
- Première du Link Sar (7 041 m) au Pakistan par Mark Richey, Steve Swenson, Chris Wright et Graham Zimmerman.
- Première de la face sud-est et arête ouest du Rakaposhi (7 788 m) au Pakistan par Kazuya Hiraide et Kenro Nakajima.
- Ouverture de « Release the kraken » dans la face ouest du Tengi Ragi Tau (6 938 m) au Népal par Tino Villanueva et Alan Rousseau. C'était aussi la deuxième ascension de ce sommet et la première en style alpin.

2021 :
- Ouverture d'une voie dans la face sud encore vierge du Sani Pakush (6 951 m), par Pierrick Fine et Symon Welfringer.
- Ouverture d'une voie nouvelle dans la face de l'Empereur, au mont Robson, par Ethan Berman et Uisdean Hawthorn.

- Silvia Vidal, pour le style et la philosophie de ses ascensions en solitaire depuis plus de 20 ans.

2022 :
- Première ascension du sommet nord-ouest du Saraghrar (7 300 m), par Archil Badriashvili et Baqar Gelashvili.
- Traversée « Moonwalk Traverse » du massif du Fitz Roy (3 405 m), par Sean Villanueva.
- Première ascension de l’arête sud-est de l’Annapurna III (7 555 m), par Nikita Balabanov, Mikail Fomin et Viacheslav Polezhaiko.

2023 :
- Première ascension de l'éperon sud-sud-est du Jirishanca, (6 094 m), voie Reino Hongo , par Quentin Roberts et Alik Berg.
- Première ascension  du Jugal Spire (6 563 m), par la face nord, voie The Phantom Line, par Tim Miller et Paul Ramsden.
- Première ascension du Pumari Chhish East (Hispar Muztagh), (6 850 m)sur la face sud et l'arête ouest supérieure par la voie "The Crystal Ship", par  Christophe Ogier, Victor Saucède et Jérôme Sullivan.
- Mention spéciale:  Première ascension de la face est du Northern Sun Spire (1 527 m) voie "Via Sedna", par une équipe internationale totalement féminine composée de Capucine Cotteaux, Caro North, Nadia Royo, des marins et une photographe. L'approche écologique de cette expédition à l'aide d'un voilier est également récompensée.

2024 :
- Première ascension de la face nord du Tirich Mir (7 088 m), voie "The Secret Line", par Kazuya Hiraide et Kenro Nakajima.

Cette récompense est décernée à titre posthume, tous les deux se sont tués en tentant d'ouvrir une voie dans la face ouest du K2.
- Ouverture de la voie "Round Trip Ticket" dans la face nord du Jannu (7 710 m), par Matt Cornell, Jackson Marvell et Alan Rousseau.
- Ouverture de la voie "Tomorrow Is Another Day" dans la face nord et descente dans la face ouest vierge du Flat Top (6 100 m), par Hugo Béguin, Matthias Gribi et Nathan Monard.
- Mention spéciale alpinisme féminin: Nives Meroi pour avoir conduit l'ouverture de la voie "Diamonds on the Soles of the Shoes" dans la face ouest du Kabru Sud (7 318 m) avec son mari Romano Benet, Peter Hámor et Bojan Jan.

### Piolets d'Or Carrière
- 2009 :  Walter Bonatti[21] ;
- 2010 :  Reinhold Messner[22] ;
- 2011 :  Doug Scott[23] ;
- 2012 :  Robert Paragot[24] ;
- 2013 :  Kurt Diemberger[25] ;
- 2014 :  John Roskelley[26] ;
- 2015 :  Chris Bonington[27] ;
- 2016 :  Wojciech Kurtyka[28] ;
- 2017 :  Jeff Lowe[29] ;
- 2018 :  Andrej Štremfelj[30] ;
- 2019 :  Krzysztof Wielicki[31] ;
- 2020 :  Catherine Destivelle[32] ;
- 2021 :  Yasushi Yamanoi[33] ;
- 2022 :  Silvo Karo[34].
- 2023 :   George Lowe.
- 2024 :  Jordi Corominas[35].

## Œuvres bibliographiques
- David Chambre et Claude Gardien, Piolets d'or : les plus beaux exploits de l'alpinisme moderne, Editions du Mont Blanc, 2021 (ISBN 9782365451154)